# Claude-François de Payan
Claude-François de Payan (4. května 1766, Saint-Paul-Trois-Châteaux – 28. července 1794, Paříž) byl francouzský revolucionář.

## Životopis
Jeho otec Esprit François Payan (1720–?) byl úředník správce Dauphiné v Saint-Paul Trois Châteaux (1766–1767) a také krátce poradcem parlamentu v Dauphiné během v letech 1771–1774.
Dne 28. července 1793 byl Payan vyslán do Paříže, aby podal zprávu Konventu o situaci na jihu.
Začátkem srpna se prostřednictvím Marca Antoina Julliena seznámil s Robespierrem, jehož se stal jedním z nejhorlivějších obdivovatelů. Ochrana neúplatného pak podpořila jeho vzestup.
Tak byl 22. srpna 1793 jmenován do korespondenčního výboru u Výboru pro veřejné blaho. Byl postaven do čela novin L'Antifédéraliste financovaných výborem.
Dne 29. září 1793 byl jmenován jako přísedící revolučního tribunálu.
Dne 29. března 1794 byl Payan jmenován revoluční vládou jako národní agent (Agent national) Pařížské komuny na místo Chaumetta po popravě hlavních hébertistických vůdců.
Energický nový národní agent reorganizoval obecní radu Komuny, integroval robespierristy a také 24 významných osobností. Počet schůzí představenstva byl snížen, ale byl stanoveny přesný řád zasedání.
Payan, věrný zásadám Robespierra, zakázal pořádání protináboženských svátků a aktivně podporoval zřízení kultu nejvyšší bytosti.
Nový národní agent byl také tvrdý vůči pařížskému obyvatelstvu. Když 21. dubna 1794 dělníci a pekaři demonstrovali za zvýšení svých mezd, Payan je nechal zatknout za to, že vytvořili nelegální dav.
Dne 5. května prohlásil k pařížským sekcím, že druhotná shromáždění nejsou povolena. To znamenalo, že se snížil vliv sansculotů ve prospěch Výboru pro veřejnou bezpečnost. Sekcím rovněž zakázal hlasování aklamací nebo nahlas.
Během krize, která se rozvinula v revoluční vládě v létě 1794, a tváří v tvář spiknutí zástupců na misi odvolaných v květnu do Paříže a Dantonových příznivců, Payan obhajoval Robespierrovu pevnost.
Dne 26. července neúspěšně žádal Robespierra, aby rozpoutal všeobecné povstání, aby rozdrtil své nepřátele. S velitelem Národní gardy Hanriotem připravil útok. Noc z 8. na 9. thermidoru strávil v Konventu, kde se setkal s poslanci, aby si zajistil jejich podporu.
Následujícího dne, poté, co byl Robespierre zatčen, zorganizoval se starostou Paříže Lescotem a Hanriotem povstaleckou skupinu, aby dosáhl propuštění Robespierra a jeho čtyř kolegů. Shromáždil generální radu Komuny a požádal její členy, aby šli do svých příslušných sekcí a shromáždili vojáky. Se starostou Lescotem pak Payan konzultoval několik návrhů, jak vyburcovat lid ve prospěch robespierristů.
Večer Payan navštívil Robespierra, stále uvězněného v pařížské radnici, aby se k němu připojil. Ale povstání bylo neúspěšné a jednotky Konventu pod vedením Barrase získali nad povstalci převahu. Jen málo sekcí skutečně reagovalo na Payanovu výzvu, některé z nich odpuzovala jeho arogance a přísná opatření. Payan byl se svými přáteli zatčen ve dvě hodiny ráno.
Payan byl odsouzen a následného dne popraven s Robespierrem a jeho kolegy.